# يان ويلسون (لاعب كرة قدم أمريكي)
يان ويلسون (بالإنجليزية: Ian Wilson)‏ هو لاعب كرة قدم أمريكي، ولد في 30 يونيو 1960 في نيويورك في الولايات المتحدة.